# Bahnstrecke Waterloo–Sherbrooke
| Streckenlänge: | 70 km                |                                      |                                      |
| Spurweite: | 1435 mm (Normalspur) |                                      |                                      |
| |                      |                                      |                                      |
| \| \| \| von Saint-Jean-sur-Richelieu \| \| \| \| \| von Drummondville \| \| \| \| 0 \| Waterloo QC \| Waterloo QC \| \| \| \| nach Enlaugra \| \| \| \| \| Lac Brousseau \| \| \| \| 10 \| South Stukely QC \| South Stukely QC \| \| \| \| alte Strecke bis 1884 \| \| \| \| \| von Brookport \| \| \| \| 16 \| Libby QC (auch Libby’s) \| Libby QC (auch Libby’s) \| \| \| \| Eastray QC \| \| \| \| \| \| \| \| \| \| Rivière Missisquoi \| \| \| \| \| von Elkhurst \| \| \| \| 19 \| Dillonton QC \| Dillonton QC \| \| \| \| Anschluss Huntington-Mine \| \| \| \| \| \| \| \| \| 21 \| Eastman QC (früher Warne’s Crossing) \| Eastman QC (früher Warne’s Crossing) \| \| \| \| \| \| \| \| \| nach Windsor Mills \| \| \| \| \| Eastman QC \| \| \| \| \| \| \| \| \| \| nach Mattawamkeag \| \| \| \| 23 \| Bolton Forest QC \| Bolton Forest QC \| \| \| 26 \| Amber Brook QC \| Amber Brook QC \| \| \| 29 \| Orford Lake QC \| Orford Lake QC \| \| \| \| von Brookport \| \| \| \| \| Mont Orford QC \| \| \| \| \| \| \| \| \| 32 \| Castle Brook QC \| Castle Brook QC \| \| \| \| \| \| \| \| \| \| \| \| \| \| \| \| \| \| 37 \| Magog QC \| Magog QC \| \| \| \| nach Mattawamkeag \| \| \| \| \| Rivière Magog \| \| \| \| \| Ruisseau Noir \| \| \| \| ? \| Katevale QC \| Katevale QC \| \| \| ? \| Val-du-Lac QC \| Val-du-Lac QC \| \| \| \| Industrieanschluss \| \| \| \| \| von Brookport \| \| \| \| 68 \| Sherbrooke QC \| Sherbrooke QC \| \| \| \| Sherbrooke QC (CP-Bahnhof 1888–1910) \| \| \| \| \| nach Mattawamkeag (ab 1910) \| \| \| \| \| von Montreal \| \| \| \| 70 \| Sherbrooke QC (Union Station) \| Sherbrooke QC (Union Station) \| \| \| \| nach Island Pond \| \| \| \| \| \| \| \| \| \| nach Levis \| \| |                      |                                      |                                      |
| Strecke (außer Betrieb) |                      | von Saint-Jean-sur-Richelieu         | von Saint-Jean-sur-Richelieu         |
| Abzweig geradeaus und von links (Strecke außer Betrieb) |                      | von Drummondville                    | von Drummondville                    |
| Bahnhof (Strecke außer Betrieb) | 0                    | Waterloo QC                          | Waterloo QC                          |
| Abzweig geradeaus und nach rechts (Strecke außer Betrieb) |                      | nach Enlaugra                        | nach Enlaugra                        |
| Brücke über Wasserlauf (Strecke außer Betrieb) |                      | Lac Brousseau                        | Lac Brousseau                        |
| Bahnhof (Strecke außer Betrieb) | 10                   | South Stukely QC                     | South Stukely QC                     |
| Strecke von links (außer Betrieb) · Abzweig geradeaus und nach rechts (Strecke außer Betrieb) |                      | alte Strecke bis 1884                | alte Strecke bis 1884                |
| Kreuzung (Strecke geradeaus außer Betrieb) · Abzweig ehemals geradeaus und von rechts |                      | von Brookport                        | von Brookport                        |
| Bahnhof (Strecke außer Betrieb) · Strecke | 16                   | Libby QC (auch Libby’s)              | Libby QC (auch Libby’s)              |
| Strecke (außer Betrieb) · ehemaliger Bahnhof |                      | Eastray QC                           | Eastray QC                           |
| Strecke (außer Betrieb) · Abzweig ehemals geradeaus und nach links · Strecke von rechts |                      |                                      |                                      |
| Brücke über Wasserlauf (Strecke außer Betrieb) · Brücke über Wasserlauf (Strecke außer Betrieb) · Brücke über Wasserlauf |                      | Rivière Missisquoi                   | Rivière Missisquoi                   |
| Abzweig geradeaus und von rechts (Strecke außer Betrieb) · Strecke (außer Betrieb) · Strecke |                      | von Elkhurst                         | von Elkhurst                         |
| Bahnhof (Strecke außer Betrieb) · Strecke (außer Betrieb) · Strecke | 19                   | Dillonton QC                         | Dillonton QC                         |
| Abzweig geradeaus und nach rechts (Strecke außer Betrieb) · Strecke (außer Betrieb) · Strecke |                      | Anschluss Huntington-Mine            | Anschluss Huntington-Mine            |
| Strecke nach links (außer Betrieb) · Abzweig geradeaus, nach rechts und von rechts (Strecke außer Betrieb) · Strecke |                      |                                      |                                      |
| Bahnhof (Strecke außer Betrieb) · Strecke | 21                   | Eastman QC (früher Warne’s Crossing) | Eastman QC (früher Warne’s Crossing) |
| Strecke von links · Kreuzung geradeaus unten (Strecke geradeaus außer Betrieb) · Strecke nach rechts |                      |                                      |                                      |
| Strecke · Abzweig geradeaus und nach links (Strecke außer Betrieb) |                      | nach Windsor Mills                   | nach Windsor Mills                   |
| Dienststation / Betriebs- oder Güterbahnhof · Strecke (außer Betrieb) |                      | Eastman QC                           | Eastman QC                           |
| Strecke nach links · Abzweig ehemals geradeaus und von rechts |                      |                                      |                                      |
| Abzweig ehemals geradeaus und nach links |                      | nach Mattawamkeag                    | nach Mattawamkeag                    |
| Haltepunkt / Haltestelle (Strecke außer Betrieb) | 23                   | Bolton Forest QC                     | Bolton Forest QC                     |
| Haltepunkt / Haltestelle (Strecke außer Betrieb) | 26                   | Amber Brook QC                       | Amber Brook QC                       |
| Bahnhof (Strecke außer Betrieb) | 29                   | Orford Lake QC                       | Orford Lake QC                       |
| Abzweig ehemals geradeaus und von links |                      | von Brookport                        | von Brookport                        |
| Dienststation / Betriebs- oder Güterbahnhof |                      | Mont Orford QC                       | Mont Orford QC                       |
| Abzweig ehemals geradeaus und nach links · Strecke von rechts |                      |                                      |                                      |
| Haltepunkt / Haltestelle (Strecke außer Betrieb) · Strecke | 32                   | Castle Brook QC                      | Castle Brook QC                      |
| Abzweig ehemals geradeaus und von links · Strecke nach rechts |                      |                                      |                                      |
| Strecke von links · Abzweig ehemals geradeaus und nach rechts |                      |                                      |                                      |
| Strecke nach links · Abzweig ehemals geradeaus und von rechts |                      |                                      |                                      |
| Dienststation / Betriebs- oder Güterbahnhof | 37                   | Magog QC                             | Magog QC                             |
| Abzweig ehemals geradeaus und nach links |                      | nach Mattawamkeag                    | nach Mattawamkeag                    |
| Brücke über Wasserlauf (Strecke außer Betrieb) |                      | Rivière Magog                        | Rivière Magog                        |
| Brücke über Wasserlauf (Strecke außer Betrieb) |                      | Ruisseau Noir                        | Ruisseau Noir                        |
| Bahnhof (Strecke außer Betrieb) | ?                    | Katevale QC                          | Katevale QC                          |
| Haltepunkt / Haltestelle (Strecke außer Betrieb) | ?                    | Val-du-Lac QC                        | Val-du-Lac QC                        |
| Betriebs-/Güterbahnhof Strecke bis hier außer Betrieb |                      | Industrieanschluss                   | Industrieanschluss                   |
| Abzweig geradeaus und von links |                      | von Brookport                        | von Brookport                        |
| Dienststation / Betriebs- oder Güterbahnhof | 68                   | Sherbrooke QC                        | Sherbrooke QC                        |
| Abzweig geradeaus, ehemals nach links und ehemals von links · Kopfbahnhof Streckenende und quer (Strecke außer Betrieb) |                      | Sherbrooke QC (CP-Bahnhof 1888–1910) | Sherbrooke QC (CP-Bahnhof 1888–1910) |
| Abzweig ehemals geradeaus und nach rechts |                      | nach Mattawamkeag (ab 1910)          | nach Mattawamkeag (ab 1910)          |
| Strecke (außer Betrieb) · Strecke von links |                      | von Montreal                         | von Montreal                         |
| Strecke (außer Betrieb) · Dienststation / Betriebs- oder Güterbahnhof | 70                   | Sherbrooke QC (Union Station)        | Sherbrooke QC (Union Station)        |
| Strecke quer · Kreuzung geradeaus oben (Strecke geradeaus außer Betrieb) · Abzweig ehemals geradeaus und nach rechts |                      | nach Island Pond                     | nach Island Pond                     |
| Abzweig geradeaus und von links (Strecke außer Betrieb) · Strecke nach rechts (außer Betrieb) |                      |                                      |                                      |
| Strecke (außer Betrieb) |                      | nach Levis                           | nach Levis                           |

Die Bahnstrecke Waterloo–Sherbrooke ist eine Eisenbahnstrecke in Québec (Kanada). Sie ist 70 Kilometer lang und verbindet unter anderem die Städte Waterloo, Eastman, Orford Lake, Magog und Sherbrooke. Die Strecke ist größtenteils bereits seit 1888 stillgelegt, einige Abschnitte wurden jedoch beim Bau der noch heute durch die Montreal, Maine and Atlantic Railway benutzten Bahnstrecke Brookport–Mattawamkeag weiter verwendet.

## Geschichte

### Huntington Mining Railway
Die Stanstead, Shefford and Chambly Railway beabsichtigte, eine Bahnstrecke von Saint-Jean-sur-Richelieu über Shefford und Magog nach Stanstead zu bauen. Sie kam aus finanziellen Gründen jedoch nur bis Waterloo. Die Gleise der 1861 eröffneten Strecke endeten drei Kilometer östlich von Waterloo an der Stadtgrenze. Die Bahn wurde kurz darauf durch die Vermont Central Railroad übernommen. Am 15. August 1866 gründete der Unternehmer Huntington, der östlich von Waterloo eine Kupfermine betrieb, die Waterloo, Magog and Stanstead Railway, um die Strecke zwischen diesen Städten zu bauen. Geld für den Bahnbau konnte jedoch nicht aufgebracht werden, sodass die Konzession verfiel. Huntington gründete nun am 24. Dezember 1870 die Huntington Mining Railway, um wenigstens seine Mine anzubinden. Er erhielt jedoch wiederum kein Geld von der Regierung. Er verkaufte daraufhin seine Mine an britische Unternehmer und am 6. Juli 1871 die Bahngesellschaft an die Vermont Central, die den Bau vollendete. Am 26. Oktober 1872 war die Strecke von Waterloo bis zur Huntington-Mine bei Dillonton fertiggestellt, jedoch wurde sie erst im April des folgenden Jahres offiziell auch für den Personenverkehr eröffnet. Die inzwischen in Central Vermont Railroad (CV) umgegründete Bahngesellschaft führte den Betrieb auf der Huntington Mining Railway und stellte alle Fahrzeuge. Ein durchlaufender Personenverkehr nach St.-Jean fand jedoch nicht statt, in Waterloo musste umgestiegen werden.

### Verlängerung nach Magog
Der Unternehmer Ralph Merry gründete am 23. Dezember 1871 die Waterloo and Magog Railway. Sie sollte die Fortsetzung der Strecke nach Sherbrooke bauen. Merry beantragte staatliche Subventionen von 2500 kanadischen Dollar pro Meile, die zwar genehmigt wurden, aber nur unter der Bedingung, dass er bis zum 1. November 1874 zehn Meilen (etwa 16 Kilometer) Strecke fertig gradiert und für die Gleisverlegung vorbereitet hat. Da er keine Mittel hatte, um diese Arbeiten auszuführen, stand sein Unternehmen kurz vor dem Scheitern. Da jedoch die CV Interesse am Weiterbau der Strecke hatte, verkaufte sie am 20. Oktober 1874 die Huntington Mining Railway an die Waterloo&Magog, die somit die Bedingungen für die staatlichen Subventionen erfüllte und Geld für den Weiterbau bekam. Die Strecke von Waterloo bis Dillonton musste außerdem für höhere Zuglasten und Geschwindigkeiten ausgebaut werden. Ende 1876 wurde die Subvention auf 4000 Dollar pro fertiggestellter Meile erhöht, jedoch für höchstens 43 Meilen, was die gesamte Strecke von Waterloo nach Sherbrooke abdeckte. Am 11. Dezember 1877 wurde die Strecke bis Magog in Betrieb genommen, die offizielle Eröffnung fand jedoch erst am 29. Dezember statt. Wiederum führte die CV den Betrieb auf der Strecke, da die Subventionsgelder für den Streckenbau aufgebraucht worden waren und eigene Fahrzeuge nicht beschafft werden konnten. Ein gemischtes Zugpaar pro Tag fuhr nun von Waterloo nach Magog und zurück und benötigte 115 Minuten für die eine und 140 Minuten für die andere Richtung. Im Sommer 1878 wurde zusätzlich ein reiner Personenzug eingesetzt, der die Strecke schneller zurücklegte.

### Verlängerung nach Sherbrooke
Neben der Verlängerung nach Sherbrooke arbeitete die Bahngesellschaft ab Februar 1883 an einer kürzeren Route zwischen South Stukely und Warne’s Crossing (Eastman), wo ein neuer Bahnhof und ein Gleisdreieck entstand. Am 14. März 1884 ging die kürzere Strecke in Betrieb und die kurven- und steigungsreiche Strecke über Libby wurde stillgelegt. Der Abschnitt von Dillonton bis Eastman blieb als Anbindung der Huntington-Mine zwar liegen, jedoch außer Betrieb, da die Mine 1883 vorerst die Förderung eingestellt hatte. Auch nach Wiedereröffnung der Mine 1890 wurde die Bahnstrecke zunächst nicht benutzt. Die Verlängerung nach Sherbrooke wurde am 1. August 1884 eröffnet, zunächst nur im Güterverkehr. Erst am 29. Juni 1885 wurde der reguläre Personenverkehr aufgenommen und durchlaufende Züge von Montreal nach Sherbrooke angeboten. Am 19. Februar 1886 wurde in Sherbrooke ein Verbindungsgleis zur Quebec Central Railway und damit zum Bahnhof der Grand Trunk Railway eröffnet und die Züge fuhren nun bis dorthin.

### Stilllegung
Inzwischen war die Atlantic and North-West Railway als Tochtergesellschaft der Canadian Pacific Railway gegründet worden, die eine Strecke von Montreal bis zur Grenze nach Maine und weiter zur Atlantikküste bauen wollte. Die Canadian Pacific vereinbarte im November 1886 ein Mitbenutzungsrecht für die Strecke von Waterloo nach Sherbrooke, wollte die Strecke jedoch auf einer kürzeren Route neu bauen und nur einzelne Abschnitte der Strecke weiternutzen. Weiterhin betrieb die CV jedoch den Zugverkehr auf der Strecke, da die CP-Anschlussstrecke noch nicht fertiggestellt war. Am 1. Juni 1888 kaufte die CP die Waterloo&Magog schließlich auf und der Betrieb durch die CV wurde eingestellt. Am gleichen Tag war die CP-Strecke von Brookport nach Magog fertiggestellt worden. Zwischen South Stukely und Eastray sowie östlich von Eastman und von einem Punkt östlich von Castle Brook bis nach Magog benutzten die CP-Züge die alte Strecke weiterhin. Da die CP-Strecke nach Sherbrooke noch nicht fertig war, fuhren die Züge zwischen Magog und Sherbrooke zunächst auf der alten Strecke.
Der Abschnitt von Eastray bis zum alten Bahnhof Eastman und der Abschnitt bis zur Huntington-Mine in Dillonton wurden an die Orford Mountain Railway verkauft. Die Strecke nach Dillonton wurde am 1. April 1936 stillgelegt, die Strecke von Eastray nach Eastman am 30. April 1965. Bereits am 6. Juni 1888 musste der alte Abschnitt von Eastman bis Bolton Forest wieder in Betrieb genommen werden, nachdem ein Sturm die Talbrücke der CP-Strecke in Eastman zerstört hatte. Erst im Dezember konnte eine neue Brücke eröffnet werden. Sie brach am 1. November 1907 unter einem Zug erneut ein und die CP verlegte zwischen Eastman und Bolton Forest wieder provisorische Gleise auf der alten Trasse, die somit wie schon 1888 als Umleitungsstrecke genutzt wurde.
Am 9. November 1888 ging auch die CP-Neubaustrecke zwischen Magog und Sherbrooke in Betrieb und die alte Bahnstrecke über Katevale wurde stillgelegt. Am 18. November 1907 ersetzte die CP kurz vor Magog die alte Trasse durch die Sümpfe des nördlichen Lake Memphremagog durch eine neue geradere Linienführung. In den 1950er Jahren wurde im Stadtgebiet von Sherbrooke ein knapp zwei Kilometer langer Abschnitt der alten Bahnstrecke als Industrieanschluss wieder eröffnet. Am 13. September 2006 wurde schließlich die alte Verbindungsbahn in Sherbrooke zur Québec Central Railway stillgelegt, womit die Bahnstrecke Waterloo–Sherbrooke bis auf die in der CP-Hauptstrecke aufgegangenen Abschnitte vollständig außer Betrieb ist. Die CP-Strecke wird seit 2008 von der Montreal, Maine and Atlantic Railway im Güterverkehr betrieben. Den Personenverkehr hatte 1978 die VIA Rail von der CP übernommen, jedoch Ende 1994 eingestellt.

## Streckenbeschreibung

### Von Waterloo bis Eastman
Die Strecke beginnt in Waterloo, wo sie die östliche Fortsetzung der Bahnstrecke von Saint-Jean darstellt. Die Trasse führt ostwärts und überquert östlich der Stadt die heutige Route 112. Parallel und etwa 200 bis 500 Meter nördlich der Route 112 verläuft sie weiter bis zum Lac Brousseau. Den flachen See überquerte die Bahn auf einer hölzernen Jochbrücke und bog auf dem See in südöstliche Richtung ab. Direkt neben der Route 112 verläuft die Bahn weiter bis South Stukely, wo sich der erste Bahnhof befand. Die CP hatte mit Eröffnung ihrer Strecke 1888 einen neuen Bahnhof an ihrer eigenen Strecke gebaut, der etwas weiter südlich lag. Kurz hinter dem Bahnhof mündet die CP-Strecke ein.
Bis 1884 ging die Waterloo&Magog-Strecke von hier weiter südwärts und traf auf die Nordspitze des Lac Libby. Östlich am See vorbei bog die Trasse nahe der Südostspitze des Sees in Richtung Osten ab. Kurvenreich verlief die Bahn hier durch unbesiedeltes Waldland. Ein Waldweg liegt heute auf der ehemaligen Bahnstrecke. Kurz vor Dillonton überquerte die Strecke den Missisquoi River. In Dillonton zweigte ab 1877 eine Strecke nach Potton Springs ab. Außerdem befand sich hier die Zufahrt zur Huntington-Kupfermine. Auf der Bahntrasse liegt heute bis kurz vor Eastman die Route 245.
Die 1884 eröffnete und bis Eastray noch heute befahrene Neubaustrecke durch die Phifield-Passage ist deutlich kürzer und weniger steil. Der Bahnhof Eastray lag an der gleichnamigen Siedlung, direkt an der Route 112. Hier zweigte ein noch bis 1965 befahrener Teil der Waterloo&Magog-Strecke von der CP-Strecke ab, der von hier langsam ins Tal des Missisquoi abfällt und den Fluss im Ortsgebiet von Eastman überquert. Die Rue Missisquoi wurde nach Stilllegung der Strecke auf dem Trassee gebaut. In einem Gleisdreieck mündete die Neubaustrecke in die alte Strecke ein. Das Bahnhofsgebäude von Eastman, das sich zunächst neben der alten Strecke befand, wurde in das Gleisdreieck umgesetzt, wo es noch heute steht. Die Bahntrasse führt weiter in nordöstliche Richtung unter der CP-Strecke hindurch. Hinter der Brücke zweigte bis 1965 die Strecke nach Windsor ab. Die Waterloo&Magog-Strecke verlief in einem großen Bogen nördlich um die Siedlung an der Rue de Normandie herum, und traf östlich des Bahnübergangs der Chemin George Bonnallie auf die CP-Strecke, die sie hier kreuzte. 1888 musste hier eine Verbindungsweiche eingebaut werden, da die alte Strecke als Umleitung diente. 1907 wurde diese Umleitung erneut genutzt.

### Von Eastman bis Sherbrooke
Die Strecke verläuft nun geradlinig in südöstliche Richtung bis zur Chemin du Versant. Dieser Abschnitt der Trasse ist heute noch vorhanden. Sie bog in Richtung Osten ab, wo heute die Chemin du Contour verläuft und erreicht kurz darauf ein zum Lac Orford gehörendes Sumpfgebiet. Die Bahn durchquerte diesen Sumpf auf einer Jochbrücke. Neben der Route 112, südlich Rue de la Butte, ist der Bahndamm weiterhin sichtbar. Ab hier verläuft heute die Route 112 auf der Bahntrasse südlich um den See herum, bevor die Bahnstrecke wieder auf die 1888 eröffnete CP-Neubaustrecke trifft. Bei Southière-sur-le-Lac verlässt die alte Strecke das Trassee der CP-Strecke wieder und verläuft weiter südlich. In diesem Bereich ist die Trasse teilweise überbaut. Sie überquert die CP-Strecke kurz darauf jedoch und führt erneut durch ein Sumpfgebiet an der Nordspitze des Lac Memphremagog. Die Trassenführung durch diesen Sumpf war erst 1907 stillgelegt worden. Am westlichen Stadtrand von Magog trifft die Strecke erneut auf die CP-Strecke.
Östlich von Magog, etwa in Höhe des Bahnübergangs der Chemin de la Rivière, zweigt die alte Trasse wieder aus der CP-Strecke ab und führt geradlinig zunächst über den Rivière Magog und weiter südostwärts. Kurz vor dem Ufer des Lac Magog biegt sie nach Süden ab und führt durch ein weiteres Sumpfgebiet südlich um den See herum, während die CP-Strecke am Nordufer des Rivière Magog und des Lac Magog verbleibt. Auch hier ist der Bahndamm im Sumpf noch vorhanden. Die Trasse verläuft parallel zum Ostufer des Sees und wird heute bis kurz vor Sherbrooke durch die Route 216 genutzt. In Sherbrooke ist die Trasse bis zum noch heute befahrenen Industrieanschluss weitgehend überbaut. Das Anschlussgleis an der Rue Roy liegt auf der alten Bahntrasse, die im Güterbahnhof von Sherbrooke wieder in die CP-Strecke einmündet. Das 1886 eröffnete und erst 2006 stillgelegte Verbindungsgleis zur Quebec-Central-Strecke ist noch vorhanden.